# Hasna Barkat Daoud
Hasna Barkat Daoud là một luật sư người Djibouti và cựu bộ trưởng chính phủ.

## Nghề nghiệp
Hasna Barkat Daoud là Bộ trưởng Thanh niên, Thể thao và Du lịch kể từ ít nhất là năm 2010 dưới thời Tổng thống Ismaïl Omar Guelleh. Trong cương vị này, bà đại diện cho Djibouti tại Cuộc họp lần thứ sáu tháng 5 năm 2010 của Ủy ban điều hành của Diễn đàn Greater Horn Horizon thảo luận về vai trò của thanh niên, giới truyền thông và các tổ chức phi chính phủ trong khu vực. Daoud là Bộ trưởng Phụ nữ và Kế hoạch hóa Gia đình và đồng thời là Bộ trưởng Quan hệ với Quốc hội kể từ ít nhất năm 2012. Trong vai trò kế hoạch hóa phụ nữ và gia đình, bà đã tổ chức một hội nghị của Ủy ban Kinh tế Liên Hợp Quốc về Châu Phi về việc xóa bỏ cắt xén bộ phận sinh dục nữ vào tháng 2 năm 2014, một quan điểm gần gũi với quan điểm của đệ nhất phu nhân Kadra Mahamoud Haid. Daoud ra mắt Cơ quan liên chính phủ về phát triển phụ nữ và hòa bình vào ngày 25 tháng 10 năm 2015 tại Djibouti. Tại sự kiện này, bà nhấn mạnh vai trò của phụ nữ trong việc hòa bình, hội nhập khu vực và phát triển kinh tế xã hội. Daoud đã tham dự Hội nghị quốc tế lần thứ 18 về AIDS và STI ở Châu Phi tại Harare, Zimbabwe vào tháng 12 năm 2015.
Daoud đã từ bỏ cả hai vai trò bộ trưởng vào ngày 15 tháng 5 năm 2016. Bây giờ bà hoạt động như một luật sư ở thành phố thủ đô.